# Sádek (Dívčí Hrad)
Sádek (deutsch Zottig) ist eine Grundsiedlungseinheit der Gemeinde Dívčí Hrad (Maidelberg) in Tschechien. Sie liegt sechs Kilometer südwestlich von Osoblaha (Hotzenplotz) an der polnischen Grenze und gehört zum Okres Bruntál.

## Geographie
Der als Angerdorf angelegte Ort befindet sich linksseitig über dem Tal der Osoblaha (Ossa) am Rande der Zlatohorská vrchovina (Zuckmanteler Bergland) in der Jindřichovská pahorkatina (Hennersdorfer Hügelland). Nördlich erhebt sich der Hraniční kopec / Graniczny Kopiec (352 m. n.m.), im Nordosten der Dubovec (Eichberg, 336 m. n.m.), südöstlich der Peklo (320 m. n.m.) sowie im Nordwesten der Lipowiec (Lindenberg, 369 m n.p.m.). Einen knappen Kilometer nördlich verläuft die Staatsstraße II/457 zwischen Osoblaha (Hotzenplotz) und Zlaté Hory (Zuckmantel), dahinter erstreckt sich der Wildpark Helena bis an die Staatsgrenze.
Nachbarorte sind Skrzypiec (Kreiwitz), Dytmarów (Dittersdorf) und Krzyżkowice (Kröschendorf) im Norden, Hlinka (Glemkau) und Osoblaha im Nordosten, Nová Ves (Neudörfel) und Karlov (Karlsdorf) im Osten, Kampelička (Kampeldörfel), Dolní Povelice (Nieder Paulowitz) und Grundek (Grundeck) im Südosten, Nové Povelice (Neu Paulowitz) und Horní Povelice (Ober Paulowitz) im Süden, Dívčí Hrad im Südwesten, Životice (Seitendorf) im Westen sowie Bartultovice (Bartelsdorf), Trzebina (Wachtel-Kunzendorf) und Horní Krčma (Ober Kratschen) im Nordwesten.

## Geschichte
Das Dorf wurde um 1220 gegründet. Die erste schriftliche Erwähnung von Zadik erfolgte im 1267 niedergeschriebenen Testament des Olmützer Bischofs Bruno von Schauenburg. Im Jahre 1274 belehnte Bischof Bruno den Achilles von Hemenhusen erblich mit dem gesamten Dorf Shadic und einem Hof in Matějovice. Das Dorf gehörte seit dem Ende des 13. Jahrhunderts zur bischöflichen Lehnsherrschaft Maidelberg. Im Jahre 1445 wurde der Ort als Sadek bezeichnet; weitere Namensformen waren Sádek (ab 1539) und Sadkow (1542). Als Besitzer lösten sich verschiedene Adlige ab, dazu gehörten ab 1450 Hynek von Würben auf Hultschin, ab 1532 Johann Larisch von Ellguth und um 1539 Georg von Würben. Zum Ende des 16. Jahrhunderts erwarben die Sedlnitzky von Choltitz die Herrschaft. Nach der Schlacht am Weißen Berg wurde der Besitz des Christoph Sedlnitzky von Choltitz 1623 konfisziert. Ab 1623 wurde das Dorf als Zottig bezeichnet. Daneben wurden im 17. und 18. Jahrhundert auch die Namensformen Zattig (ab 1654), Sattich (1676); Sattig (ab 1718), Zattich (1758), Zottichium (1771) und Zottich (ab 1771) verwendet.
Die ersten Kirchenbücher wurden 1651 in Pittarn angelegt. Nach dem Tod des minderjährigen Olmützer Bischofs und Großmeisters Erzherzog Karl Joseph erhielt 1664 der Deutschritterorden die Herrschaft. Nach dem Ersten Schlesischen Krieg wurde 1742 in den Bergen nördlich des Dorfes die Grenze zu Preußisch Schlesien gezogen. 1768 verkaufte der Deutschritterorden die Grundherrschaft Maidelberg an die Johanniterkommende Glatz.
Im Jahre 1835 bestand Zottig aus 68 Häusern mit 554 deutschsprachigen und katholischen Einwohnern, die vom Ackerbau lebten. Im Ort gab es eine Erbrichterei und 25 Bauernhöfe. Pfarr- und Schulort war Pittarn. Die Nutzfläche umfasste 590 Joch mäßiges Ackerland, 556 Joch Wald, 87 Joch Wiesen und 44 Joch Hutweiden. Das Dorf war Teil der großen mährischen Enklave Hotzenplotz. Bis zur Mitte des 19. Jahrhunderts gehörte Zottig zur Lehnsherrschaft Maidelberg.
Nach der Aufhebung der Patrimonialherrschaften bildete Zottig / Sádek ab 1849 eine Gemeinde im Gerichtsbezirk Hotzenplotz. Ab 1869 gehörte Zottig zum Bezirk Jägerndorf. Zu dieser Zeit hatte das Dorf 528 Einwohner und bestand aus 70 Häusern. Um 1880 wurde Sadki als tschechischer Ortsname verwendet. Im Jahre 1900 lebten in Zottig 439 Personen, 1910 waren es 400. Nach dem Ende des Ersten Weltkrieges 1918 wurde Zottig Teil der neugegründeten Tschechoslowakei. Beim Zensus von 1921 lebten in den 90 Häusern der Gemeinde 429 Personen, darunter 411 Deutsche und fünf Tschechen. Im Jahre 1930 bestand Zottig aus 95 Häusern und hatte 407 Einwohner. Nach dem Münchner Abkommen wurde die Gemeinde im Herbst 1938 dem Deutschen Reich zugesprochen und gehörte bis 1945 zum Landkreis Jägerndorf. 1939 lebten in der Gemeinde 387 Personen. Nach dem Ende des Zweiten Weltkrieges wurde Sádek 1945 wieder Teil der Tschechoslowakei. Die deutschsprachige Bevölkerung wurde 1946 fast vollständig vertrieben. Mit Beginn des Jahres 1949 wurde Sádek nach Dívčí Hrad eingemeindet. Im Jahre 1950 lebten in den 17 Wohnhäusern von Sádek nur noch 45 Personen. Im Jahre 1961 wurde Sádek in den Okres Bruntál umgegliedert. Ein Großteil der verlassenen Häuser wurde in den 1960er und 1970er Jahren abgebrochen; die Hofzeile an der Südseite des Dorfangers verschwand dabei gänzlich. Im Jahre 1970 hatte Sádek 82 Einwohner. Der Ortsteil Sádek wurde am 30. April 1976 im Zuge der Eingemeindung von Dívčí Hrad nach Osoblaha aufgehoben. Seit dem 24. November 1990 gehört Sádek zur wiedererrichteten Gemeinde Dívčí Hrad, wird dort aber nicht mehr als Ortsteil geführt. 1991 bestand Sádek aus elf Wohnhäusern und hatte 36 Einwohner. Beim Zensus von 2011 lebten in den 19 Häusern von Sádek 67 Personen.

## Ortsgliederung
Zu Sádek gehört die Einschicht Horní Krčma (Ober Kratschen). Die Grundsiedlungseinheit Sádek bildet den Katastralbezirk Sádek u Dívčího Hradu.

## Sehenswürdigkeiten
- Gedenkkreuz für die Gefallenen des Ersten Weltkriegs, am Dorfplatz
- Gehöft in Volksbauweise
- Flurkreuz auf dem Dubovec